# Barcs (distrikt)
Barcs är ett distrikt i Ungern. Det ligger i provinsen Somogy, i den sydvästra delen av landet, 200 km sydväst om huvudstaden Budapest.